# آدمیرال گیفورد (کشتی)
ادمیرال گیفورد (کشتی) (به انگلیسی: Admiral Gifford (ship)) یک کشتی بود که طول آن  m بود.